# Ariadna scabripes
Espèce
Ariadna scabripes est une espèce d'araignées aranéomorphes de la famille des Segestriidae.

## Distribution
Cette espèce est endémique du Cap-du-Nord en Afrique du Sud,.

## Description
La femelle holotype mesure 9,75 mm.

## Publication originale
- Purcell, 1904 : Descriptions of new genera and species of South African spiders. Transactions of the South African Philosophical Society, vol. 15, p. 115-173 (texte intégral).